# Denis Neville
Denis Charles Neville (ur. 6 maja 1915 w Londynie, zm. 11 stycznia 1995 w Rotterdamie) – angielski piłkarz, a także trener.

## Kariera piłkarska
W trakcie kariery Neville grał w zespole Fulham.

## Kariera trenerska
Neville karierę rozpoczynał w 1948 roku jako trener duńskiego Odense BK. W 1951 roku wywalczył z nim wicemistrzostwo Danii. Następnie prowadził włoską Atalantę oraz belgijski Berchem Sport, a w 1955 roku trafił do Sparty Rotterdam. W 1958 roku zdobył z nią Puchar Holandii, w 1959 roku mistrzostwo Holandii, a w 1962 roku ponownie Puchar Holandii.
W 1963 roku Neville został szkoleniowcem zespołu Holland Sport. W 1964 roku został też selekcjonerem reprezentacji Holandii. Po raz pierwszy poprowadził ją 30 września 1964 roku w przegranym 0:1 towarzyskim meczu z Belgią. Drużynę Holandii prowadził łącznie w ośmiu spotkaniach, z czego w dwóch wygranych, trzech zremisowanych oraz trzech przegranych.